# Lumnezia
Lumnezia é uma comuna da Suíça, situada na região de Surselva, no cantão de Grisões. Tem 165,48 km² de área e sua população em 2018 foi estimada em 2.025 habitantes.
Foi criada em 1 de janeiro de 2013, a partir da fusão das antigas comunas de Cumbel, Degen, Lumbrein, Morissen, Suraua, Vignogn, Vella, e Vrin.